# Diecezja Kenema
Diecezja Kenema – diecezja rzymskokatolicka w Sierra Leone. Powstała w 1970.

## Biskupi diecezjalni
- abp Joseph Henry Ganda (1970–1980)
- bp John C. O’Riordan, C.S.Sp. (1984–2002)
- bp Patrick Daniel Koroma (2002–2018)
- bp Henry Aruna (od 2019)